# Evelyne Schmid
Evelyne Schmid ist eine Schweizer Juristin und ordentliche Professorin an der Universität Lausanne. Seit 2017 hat sie an der Juristischen Fakultät einen der zwei Lehrstühle für Völkerrecht inne. In ihrer Forschung befasst sich Schmid mit dem Internationalen Öffentlichen Recht, dem Menschenrechtsschutz und dem Verhältnis zwischen internationalem und Landesrecht. Seit 2018 ist Schmid Vorstandsmitglied bei der European Society of International Law. Für ihr Buch Taking Economic, Social and Cultural Rights Seriously in International Criminal Law (Cambridge University Press) wurde sie 2016 mit dem Christiane-Rajewsky-Preis der Deutschen Arbeitsgemeinschaft für Friedens- und Konfliktforschung ausgezeichnet.

## Werdegang
Schmid erwarb ein Lizentiat in Internationalen Beziehungen an der Universität Genf und einen MA in Law and Diplomacy an der Fletcher School der Tufts University (Massachusetts). Sie wurde am Institut de hautes études internationales et du développement (IHEID) in Genf promoviert. Es folgten Lehraufträge an der Universität Basel, der Universität Luzern und an der Bangor University (Grossbritannien). Evelyne Schmid hat an den Universitäten Heidelberg, Giessen, Amsterdam und Harvard zahlreiche Forschungsaufenthalte absolviert. 2008 bis 2010 war Schmid Projektkoordinatorin bei TRIAL.
Schmid war unter anderem Stipendiatin des Schweizerischen Nationalfonds (Ambizione), der Max-Geldner-Stiftung und der Kathryn and Shelby Cullom Davis Scholarships.

## Forschung
In ihrem Hauptwerk Taking Economic, Social and Cultural Rights Seriously in International Criminal Law stellt Schmid fest, dass in Konfliktaufarbeitungsprozessen (sog. Transitional Justice) Verletzungen der Menschenrechte auf Nahrung, Arbeit, Gesundheit oder der Teilnahme am kulturellen Leben (also wirtschaftlicher, sozialer und kultureller Rechte) weitaus seltener berücksichtigt werden als Verletzungen der zivilen und bürgerlichen Rechte. Menschenrechtsverletzungen wie z. B. aussergerichtliche Erschiessungen oder willkürliche Inhaftierungen werden selbstverständlich thematisiert und aufgearbeitet, während z. B. Hunger, verwehrte Bildungsmöglichkeiten oder miserable Gesundheitsversorgung oft bloss als diffuser und unvermeidlicher Hintergrund wahrgenommen werden, vor dem sich sog. schwere Verbrechen abspielen, dies oft auch dann, wenn Hinweise vorliegen, dass die Zerstörung von Lebensgrundlagen absichtlich erfolgte, um beispielsweise Menschen aus einem Gebiet zu vertreiben.
Schmid stellt dann die Frage, ob diese Vernachlässigung möglicherweise im Völkerstrafrecht angelegt ist, und untersucht sie im Bereich des Völkerstrafrechts (International Criminal Law). Ihre Forschungshypothese, nämlich dass es zwischen den Straftatbeständen des Völkerrechts und Verletzungen von wirtschaftlichen, sozialen und kulturellen Rechten Überschneidungen gibt, sieht sie bestätigt.
Schmid leitet daraus aber nicht die Forderung ab, dass das Völkerstrafrecht sich fortan ausschliesslich auf Verletzungen von wirtschaftlichen, sozialen und kulturellen Rechten konzentrieren sollte. Sie weist lediglich darauf hin, dass ein juristisches Instrumentarium besteht, solche Rechtsverletzungen im Rahmen völkerstrafrechtlicher Überlegungen zur Sprache zu bringen. Es sei nicht akzeptabel, zu sagen, das Völkerstrafrecht erzwinge einen nahezu exklusiven Fokus auf wenige zivile und politische Rechte. Diese Forderung ist auch für Nicht-Juristen wichtig, z. B. im Rahmen von konkreten Konfliktaufarbeitungsprogrammen: es ist ein wesentlicher Unterschied, ob z. B. der Hunger in Kambodscha während des Khmer-Regimes als Resultat eines mutmasslichen Verbrechens beschrieben wird oder als reine Kontextinformation.
Aktuell forscht Schmid gemeinsam mit Martino Maggetti im Projekt «Bypassing the Nation State? How Swiss Cantonal Parliaments Deal with International Obligations», das vom Schweizerischen Nationalfonds finanziert wird. Dieses Projekt untersucht die Auswirkungen von völkerrechtlichen gesetzgeberischen Verpflichtungen auf die konkrete Arbeit der Kantonsparlamente: Wann und durch welche formalen und informellen Mechanismen treten kantonale Akteure konkret mit solchen Verpflichtungen in Berührung? Und wie stehen kantonale Parlamente zur Umsetzung von völkerrechtlichen Verpflichtungen? Durch die Untersuchung dieser und ähnlicher Fragen möchte das Projekt ein differenziertes Verständnis der für die Schweiz besonders relevanten Wirklichkeit des Völkerrechts in kantonalen Gesetzgebungsprozessen erarbeiten.

## Gremientätigkeit (Auswahl)
Schmid ist oder war in zahlreichen Gremien tätig:
- Beraterin, Trainerin oder Übungsrichterin für verschiedene Moot-Court-Teams (Internationale Moot-Wettbewerbe)
- Wissenschaftliches Komitee des Doktoratsprogramms der Conférence universitaire de Suisse occidentale (CUSO) (seit 2017)
- Mitglied der Strategiekommission (2019–2023) der Juristischen Fakultät an der Universität Basel (2014–2015)
- Mitglied des Zentrums für Innovative Lehre, Juristische Fakultät der Universität Basel (2014–2017)
- Mitglied des Doktoratskomitees, Universität Bangor (2011–2014)

## Publikationen (Auswahl)
- Möglichkeiten und Grenzen des Völkerstrafrechts als Instrument gegen die illegale Ausbeutung von natürlichen Ressourcen und Landraub. In: Zeitschrift für Friedens- und Konfliktforschung (ZeFKo). Jg. 6, Nr. 1, 2017, S. 129–148 (online; kostenpflichtig).
- Völkerrechtliche Gesetzgebungsaufträge in den Kantonen. In: Revue de droit suisse. Nr. 1, 2016, S. 3–25.
- Adverse human agency and disasters: a role for international criminal law? In: S. Breau, K. Samuel (Hrsg.): Research handbook on disasters and international law. E. Elgar, Cheltenham 2016, ISBN 978-1-78471-739-1, S. 111–131 (online; kostenpflichtig).
- Taking Economic, Social and Cultural Rights Seriously in International Criminal Law. Cambridge University Press, Cambridge 2015, ISBN 978-1-107-06396-9.
- mit Aoife Nolan: Do No Harm? Exploring the Scope of Economic and Social Rights in Transitional Justice. In: International Journal of Transitional Justice. Vol. 8, Nr. 3, 2014, S. 362–383.
- The Right to a Fair Trial in Times of Terrorism: A Method to Identify the Non-Derogable Aspects of Article 14 of the International Covenant on Civil and Political Rights. In: Goettingen Journal of International Law. Bd. 1, Nr. 1, 2009, S. 29–44 (Essay-Preis des GoJIL 2008).